# Кузгово
Кузгово (баш. Ҡыҙғау , тат. Кузгау) — деревня в Краснокамском районе Республики Башкортостан Российской Федерации. Входит в состав Новокабановского сельсовета.

## География

### Географическое положение
Расстояние до:
- районного центра (Николо-Берёзовка): 42 км,
- центра сельсовета (Новокабаново): 2 км,
- ближайшей ж/д станции (Нефтекамск): 43 км.

## История
История деревни Кузгово связана с деревней Старонагаево. Деревня Ст. Нагаево была основана вотчинниками Гарейской волости в XVII в. Первопоселенец Нугай по источникам не прослеживается, но в прошлом это имя здесь — не редкость. Тептяри из татар были поселены в этой деревне по сберегательной памяти 7197(1689) г., данной им уфимским воеводой И.А. Толстым. Из тептерей первый кто переселился был Апсалям Мурсалимов. 7 душ тептярей было в 1762 г. К V ревизии их стало 8 душ мужского пола. 271 башкир проживал в 48 дворах. В 1834 г. насчитывалось 713 вотчинников, 84 припущенника. В 1866 г. жители д. Старонагаево изъявили желание переселиться на новое место под названием Кузгау, где возникло их поселение Кузгово при р. Землянка (Димләү). Состав населения  был смешанный и проживали как башкиры, так и тептяри, в дальнейшем в современности являются татарами. 
По рассказам старожилов в Кузгово существовала и мечеть, т.к. большинство населения деревни исповедовало ислам суннитского толка. С какого именно времени была мечеть, информации нет, но есть информация, что её снесли большевики, занимаясь посвящением атеизма.
На территории деревни существуют два кладбища.

## Население
| 2002 | 2009 | 2010 |
| ---- | ---- | ---- |
| 284  | ↗299 | ↘238 |

Национальный состав

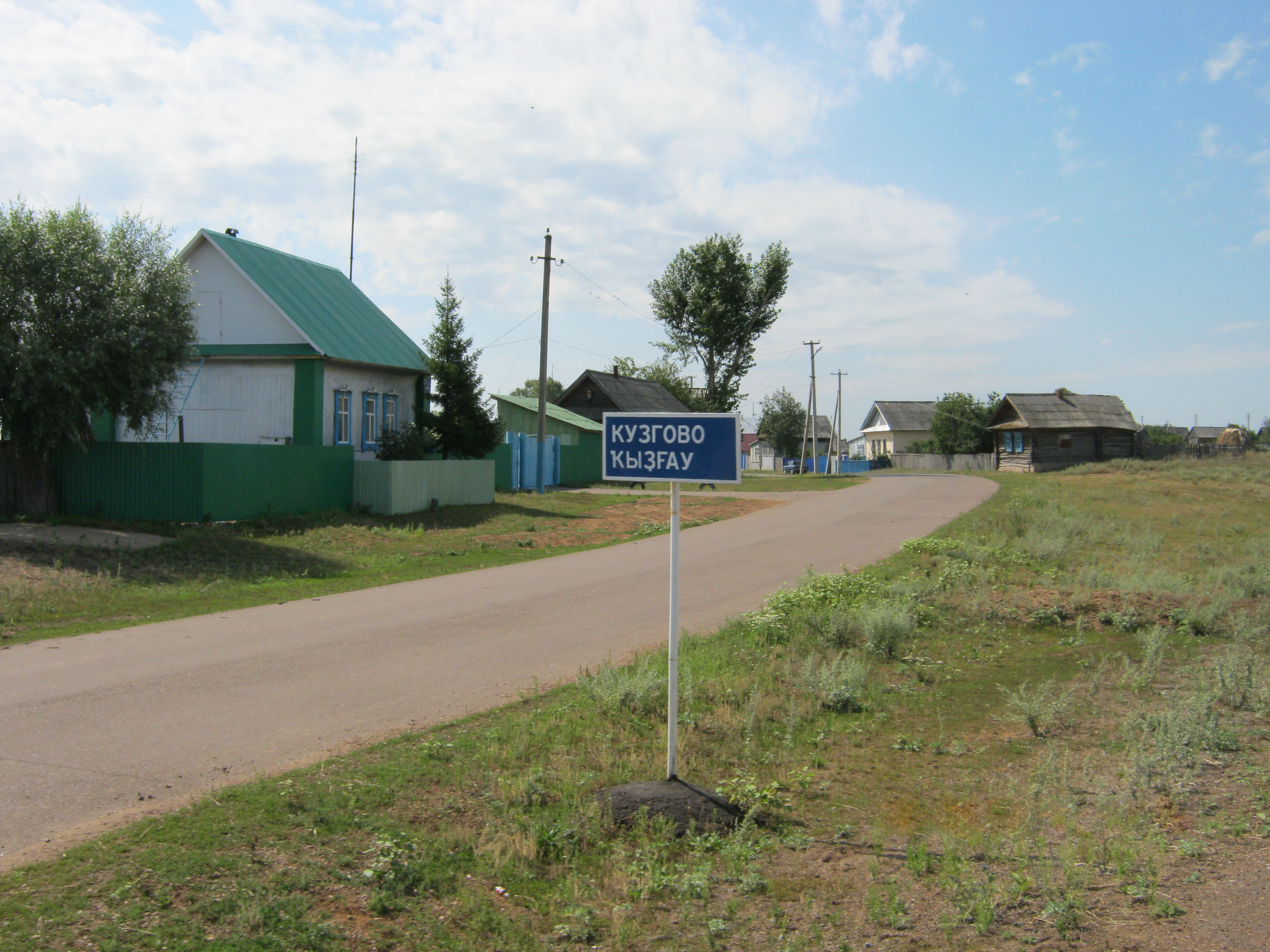
Кузгово

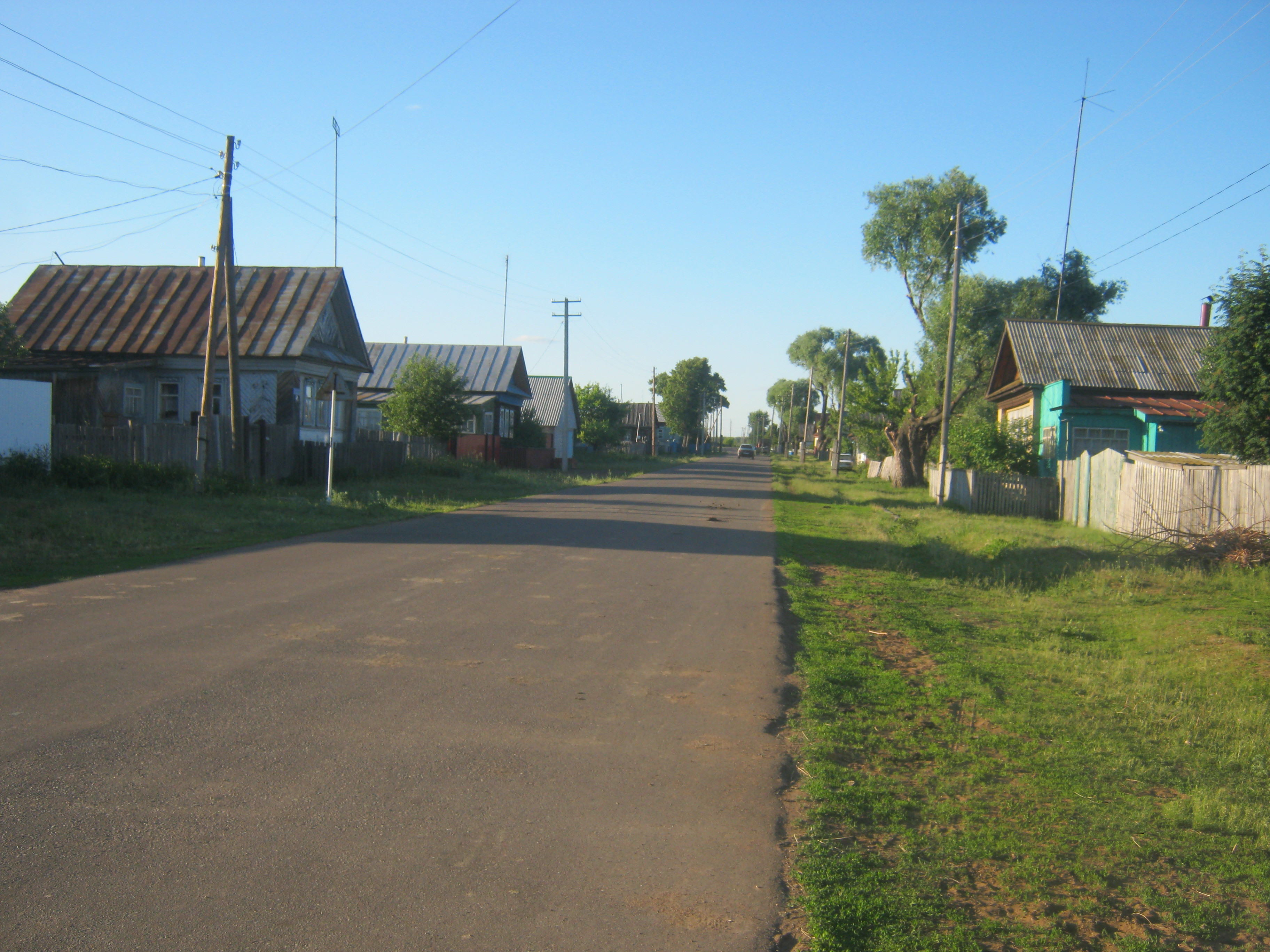
Центральная улица в Кузгове

Согласно переписи 2002 года, преобладающая национальность — тептяри из татар, башкиры (72 %).